# Heilipus
Heilipus är ett släkte av skalbaggar. Heilipus ingår i familjen vivlar.

## Dottertaxa tillHeilipus, i alfabetisk ordning[1]
- Heilipus acatium
- Heilipus acutissimus
- Heilipus adjectus
- Heilipus admixtus
- Heilipus adspersus
- Heilipus affinis
- Heilipus ahrensii
- Heilipus alternans
- Heilipus amictus
- Heilipus anguliferus
- Heilipus annuliger
- Heilipus apiatus
- Heilipus argentinicus
- Heilipus arrogans
- Heilipus ascius
- Heilipus asperulus
- Heilipus audouini
- Heilipus aurantiaco-cinctus
- Heilipus baiulus
- Heilipus balteatus
- Heilipus bartelsi
- Heilipus bellicosus
- Heilipus bidentatus
- Heilipus bifurcatus
- Heilipus bimaculatus
- Heilipus binotatus
- Heilipus bioculatus
- Heilipus biplagiatus
- Heilipus bipunctatus
- Heilipus bisignatus
- Heilipus bistigma
- Heilipus bohemani
- Heilipus bohemanii
- Heilipus boliviensis
- Heilipus bonelli
- Heilipus brevicornis
- Heilipus brunneus
- Heilipus buquetii
- Heilipus cadivus
- Heilipus callosus
- Heilipus carinirostris
- Heilipus catagraphus
- Heilipus caudatus
- Heilipus cauterius
- Heilipus celsus
- Heilipus cestatus
- Heilipus chevrolatii
- Heilipus choicus
- Heilipus clavipes
- Heilipus colon
- Heilipus commaculatus
- Heilipus comtus
- Heilipus conspersus
- Heilipus contaminatus
- Heilipus coronatus
- Heilipus corruptor
- Heilipus costalis
- Heilipus costirostris
- Heilipus crassirostris
- Heilipus cribratus
- Heilipus crispus
- Heilipus crocopelmus
- Heilipus cruciatus
- Heilipus cultripes
- Heilipus cuvieri
- Heilipus cylindripennis
- Heilipus cymba
- Heilipus dahlbomi
- Heilipus decipiens
- Heilipus decussatus
- Heilipus degeeri
- Heilipus deletangi
- Heilipus delicatulus
- Heilipus destructor
- Heilipus difficilis
- Heilipus dimidiatus
- Heilipus discoides
- Heilipus dorbignyi
- Heilipus dorsalis
- Heilipus dorsosulcatus
- Heilipus dorsualis
- Heilipus draco
- Heilipus echinatus
- Heilipus egenus
- Heilipus elegans
- Heilipus erythrocephalus
- Heilipus erythropus
- Heilipus erythrorhynchus
- Heilipus erythrorrhynchus
- Heilipus erytrocephalus
- Heilipus esmarki
- Heilipus esmarkii
- Heilipus fahraei
- Heilipus faldermanni
- Heilipus fallax
- Heilipus falsus
- Heilipus famulus
- Heilipus fasciculatus
- Heilipus flammiger
- Heilipus fohraei
- Heilipus freyreissi
- Heilipus friesi
- Heilipus friesii
- Heilipus gayi
- Heilipus germari
- Heilipus gistelii
- Heilipus globulicollis
- Heilipus granellus
- Heilipus granicostatus
- Heilipus granosus
- Heilipus granulifer
- Heilipus granulospinosus
- Heilipus guttatus
- Heilipus guyanensis
- Heilipus gyllenhalii
- Heilipus honestus
- Heilipus hopei
- Heilipus hummeli
- Heilipus hylobioides
- Heilipus illigeri
- Heilipus immundus
- Heilipus inaequalis
- Heilipus inclusus
- Heilipus ineptus
- Heilipus integellus
- Heilipus interstinctus
- Heilipus intricatus
- Heilipus jocosus
- Heilipus lacordairei
- Heilipus lactarius
- Heilipus laetabilis
- Heilipus laevicollis
- Heilipus laqueatus
- Heilipus lateralis
- Heilipus latro
- Heilipus lauri
- Heilipus lembunculus
- Heilipus leoninus
- Heilipus leopardus
- Heilipus letabilis
- Heilipus leucomelanostigma
- Heilipus leucomelas
- Heilipus lituratus
- Heilipus loricatus
- Heilipus maculosus
- Heilipus margaritifer
- Heilipus marginalis
- Heilipus marklini
- Heilipus marmoratus
- Heilipus marmoreus
- Heilipus medioximus
- Heilipus melanopus
- Heilipus meles
- Heilipus mendozensis
- Heilipus menetriesi
- Heilipus miliaris
- Heilipus mixtus
- Heilipus moestificus
- Heilipus mortuus
- Heilipus multigutattus
- Heilipus multiguttatus
- Heilipus multipunctatus
- Heilipus multisignatus
- Heilipus muricatus
- Heilipus myops
- Heilipus naevulus
- Heilipus nisseri
- Heilipus nodifer
- Heilipus norrisii
- Heilipus nubilosus
- Heilipus obliquus
- Heilipus occultus
- Heilipus ocellatus
- Heilipus ochraceofasciatus
- Heilipus ochrifer
- Heilipus oculatus
- Heilipus okeni
- Heilipus onychinus
- Heilipus orientalis
- Heilipus paleoliferus
- Heilipus pantherinus
- Heilipus panzeri
- Heilipus parcus
- Heilipus pardus
- Heilipus parvulus
- Heilipus peplus
- Heilipus perseae
- Heilipus perturbatus
- Heilipus pertyi
- Heilipus piceirostris
- Heilipus picticollis
- Heilipus picturatus
- Heilipus pictus
- Heilipus pissodeoides
- Heilipus pittieri
- Heilipus plagiatus
- Heilipus planiusculus
- Heilipus polycoccus
- Heilipus polyguttatus
- Heilipus polymitus
- Heilipus potentator
- Heilipus prodigialis
- Heilipus prolixus
- Heilipus punctatoscabratus
- Heilipus punctatus
- Heilipus pupillatus
- Heilipus pusio
- Heilipus querulus
- Heilipus reichenbachi
- Heilipus retusus
- Heilipus roeseli
- Heilipus roeselii
- Heilipus rufescens
- Heilipus rufipes
- Heilipus rufirostris
- Heilipus rugicollis
- Heilipus rusticanus
- Heilipus rusticus
- Heilipus sahlbergi
- Heilipus saxosus
- Heilipus scabripennis
- Heilipus scalaris
- Heilipus scapha
- Heilipus schmidtii
- Heilipus schoenherri
- Heilipus scrobicollis
- Heilipus scrobiculatus
- Heilipus semiamictus
- Heilipus semivittatus
- Heilipus signatipennis
- Heilipus similis
- Heilipus sinuatus
- Heilipus spathulatus
- Heilipus spinosus
- Heilipus squamosus
- Heilipus stellifer
- Heilipus stellimicans
- Heilipus stigma
- Heilipus stratioticus
- Heilipus strator
- Heilipus subcostatus
- Heilipus subfasciatus
- Heilipus submaculatus
- Heilipus subpartitus
- Heilipus taciturnus
- Heilipus testudo
- Heilipus tomentosus
- Heilipus trachypterus
- Heilipus tricarinatus
- Heilipus tricolor
- Heilipus troglodytes
- Heilipus tuberculatus
- Heilipus tuberculosus
- Heilipus tugusti
- Heilipus turrialbae
- Heilipus undabundus
- Heilipus unguiculatus
- Heilipus urosus
- Heilipus ustulatus
- Heilipus variegatus
- Heilipus velamen
- Heilipus ventralis
- Heilipus verrucosus
- Heilipus westringii
- Heilipus vicinus
- Heilipus viduus
- Heilipus wiedemanni
- Heilipus yatahyensis
- Heilipus zetterstedtii
- Heilipus ziegleri
- Heilipus zonatus
- Heilipus zoubkoffii